# 猜皇帝
猜皇帝是兒童遊戲的一種，屬剪刀、石頭、布的一個變種，可由多人參予。
基本玩法是：
- 參予者中選出一人為皇帝。
- 定下挑戰者需勝出的局數。
- 其他人排隊，輪流挑戰皇帝猜剪刀、石頭、布。
- 贏了皇帝的成為新皇帝，與其他人對戰。輸掉的到隊尾重新排隊。